# Rhaphidophora ponapensis
Rhaphidophora ponapensis är en insektsart som beskrevs av Joyce Winifred Vickery och D.K.M. Kevan 1999. Rhaphidophora ponapensis ingår i släktet Rhaphidophora och familjen grottvårtbitare. Inga underarter finns listade i Catalogue of Life.